# Джессика Рэббит
Джессика Рэббит (англ. Jessica Rabbit) — мультипликационный персонаж детективных нуар-романов о кролике Роджере, созданных писателем Гэри Вульфом, а также последующих комиксов, киноадаптаций и мультсериалов.

## Создание персонажа
Джессика Рэббит — персонаж нуар-романа «Кто подставил кролика Роджера?», созданный Гэри Вульфом. По словам автора, прототипом для создания Джессики послужила героиня Горячая Красная Шапочка из одноимённого мультфильма Текса Эйвери производства MGM, вышедшего в 1943 году. По словам Гэри Вульфа, другими прототипами были Динь-Динь, Мэрилин Монро, Эстер Уилльямс, Сьюзэн Хэйворд и Рита Хэйворт. Кроме того, многие отмечают, что одним из прототипов Джессики может быть Алиса — персонаж Льюиса Кэрролла. Одними из прототипов Роджера были Мартовский заяц и Белый кролик, соответственно Джессика считается «повзрослевшим» вариантом Алисы или Красной Королевы.

Постановка одной из сцен фильма, рисунок художника-постановщика

После успешных переговоров с Гэри Вульфом, продюсеры фильма поручили адаптацию романа сценаристам Джеффри Прайсу (англ. Jeffrey Price) и Питеру Симэну (англ. Peter S. Seaman). По первоначальной задумке сценаристов Джессике отводилась роль главного антагониста, однако в окончательном варианте сценария Прайс и Симэн закрутили интригу вокруг Джессики, выставив её в качестве одной из подозреваемых, а не злодейки.
Кроме мультипликационного прототипа, для более качественной визуализации были выбраны реальные люди, образ которых лёг в основу образа персонажа. Директор по анимации Ричард Уилльямс (англ. Richard Williams) использовал образы голливудских актрис Риты Хэйуорт, Лорен Бэколл и Вероники Лэйк. Откровенное платье с открытой спиной и с разрезом до ягодиц было позаимствовано у голливудской модели 1950-х Викки Дуган по прозвищу «Спинка», которая пыталась стать известной, появляясь повсюду в провокационных открытых нарядах.
Художники-аниматоры рисовали персонажей вручную, используя для большей комбинированности с реальными предметами съёмку камерой-марионеткой. В сценах, когда Джессика использует реальные предметы, из-за человекоподобия её изображали специально приглашённые дублёрши. Сцена в клубе «Чернила и Краски» (англ. Ink and Paint) — самая первая сцена, в которой фигурирует Джессика, из-за сложности снималась почти год. Одной из сложностей сцены было заставить платье сверкать, поэтому в дальнейших сценах платье Джессики рисовалось без блёсток.
Художником, воплотившим образ Джессики для фильма, был американец армянского происхождения Марк Мардеросьян. Анимацией Джессики Рэббит занимались художники-аниматоры Рассел Холл и Ричард Уилльямс.
Озвучивание персонажа было поручено Кэтлин Тёрнер. Песню «Why Don’t You Do Right?», исполненную Джессикой в клубе «Чернила и Краски», пела Эми Ирвинг.
Амплуа Джессики — это образ Femme fatale, кино- и музыкальной дивы, использующей свою сексуальную наружность для достижения успеха. Однако её эпатажность — лишь внешний образ, маска, за которой скрываются добродетельные черты характера. Флирт, томный голос, откровенные наряды на деле являются второстепенными проявлениями, сценическим и прилюдным образом персонажа, в то время как благодетельность, верность мужу и решительность характеризуют её в наибольшей степени. Противоречивость и сложность образа Джессики Рэббит будто балансируют на грани, в конце концов показывая, что женщина с красивыми внешними данными может быть верной женой, другом и решительным человеком, готовым постоять за своих близких. Отвечая на колкие замечания Эдди Валианта, она говорит, что не является ветреной, просто её нарисовали такой, и то как сложно с этим жить, сохраняя честь. А на вопрос, почему она полюбила мужа, говорит, что с ним весело и он хорош в постели. Доказав мужу свою верность, Джессика говорит ему: «Я хочу чтобы ты знал, что я люблю тебя. Люблю тебя больше, чем женщина может позволить себе любить кролика!». Как видно из многочисленных реплик, Джессика беззаветно любит мужа: «Я сделаю для своего мужа всё, мистер Валиант, абсолютно всё!» — говорит она Эдди. Во многих сценах она берёт инициативу в свои руки. Так она оглушила Роджера, чтобы обезопасить его; стреляла в судью Рока, спасая Эдди; а главарь хорьков Смарти, пытаясь залезть Джессике в декольте, попал в медвежий капкан.
Своему успеху фильм обязан довольно расширенной маркетинговой компании с участием Джессики Рэббит. Спустя всего четыре месяца после выхода фильма, Джессика Рэббит появилась на обложке ноябрьского «Плэйбоя». Это был один из самых ранних случаев, когда вымышленный персонаж появился на обложке журнала. В качестве живой модели для воплощения образа была выбрана playmate сентября того же года — Лаура Ричмонд.

## Вымышленная биография
Джессика является женой Роджера. Работает кабаре-певицей в клубе «Чернила и Краски», исполняя песни в стиле джаз, а также актрисой в анимационных фильмах, выпускаемых компанией Acme. В книжном варианте образ и история Джессики несколько отличаются от кинематографического. Роман более подробно рассказывает историю Джессики Рэббит, которая до замужества носила фамилию Крупник. Первоначально она была скромной девушкой, которая одевалась в обычную одежду, а волосы укладывала в хвостик. Она работала секретаршей в одной из радиостанций и мечтала когда-нибудь бросить это скучное занятие. Случай сводит её с Роджером, который вскоре начинает оказывать ей знаки внимания, приглашая на свидание. Понемногу Джессика начинает расцветать и выходить из образа серой мышки. Её шеф Отто начинает ревновать её, и похищает — как оказывается, он являлся агентом нацистской Германии. В плену он заставляет Джессику выступать в качестве радиоведущей, а также во время агитаций, под именем Роза Токио, чтобы своим томным голосом и шикарными формами подбадривать нацистов. Роджер узнаёт о коварстве Отто и вместе с друзьями по мультцеху спешит ей на помощь. Роджер вмешивается в Тегеранскую конференцию, предотвратив покушение на Сталина, Черчилля и Рузвельта. Отто погибает, когда рояль падает ему на голову. Мультяшки возвращаются на родину, Роджер заключает контракт с Маруном о съёмках в мультфильме, а Джессика устраивается в кабаре-клубе «Чернила и Краски», став главной звездой шоу. Вскоре Марун, который втайне работает на Рока, угрозами заставляет оказывать знаки внимания Марвину Акме, за игрой в ладушки их фотографирует Эдди Валлиант, специально нанятый Маруном. Однако Акме, несмотря на угрозы, не соглашается уступить Маруну, и Рок его убивает, подставив Роджера. В конце концов заговор раскрывает Эдди Валлиант, который обнаруживает доказательства невиновности Роджера и расшифровывает завещание Марвина Акме, написанное невидимыми чернилами. Судья Рок умирает в кислоте-сиропе, а Мульттаун достаётся мультяшкам.

## Отзывы и критика
Популярность Джессики Рэббит с момента выпуска фильма обсуждается различными изданиями, отмечая её в многочисленных рейтингах. Причём издания интересуют многие аспекты, касающиеся Джессики Рэббит, а не только её сексуальность. Так, в 2007 году, на британском сайте Missbutterfly.co.uk был проведён опрос Самые красивые платья в кино, платье Джессики заняло 3 место. Однако, самым знаковым считается рейтинг «Лучшие персонажи всех времён» журнала Empire 2008 года, где она заняла 88 место. Корреспонденты отметили, что её образ выходит за рамки простого стереотипа о роковой женщине, делая её более сложной фигурой. В 2014 году издание Entertainment Weekly составило список «Двадцать самых долговечных кроликов в популярной культуре» (англ. 20 Big-Time Pop Culture Bunnies). Организаторы присудили Джессике третье место, отметив, что она, являясь мультипликационным персонажем, умеет будоражить умы мужчин.
Всё же большинство рейтингов, в которых входит персонаж, касаются сексуальных аспектов вымышленных персонажей. По опросу компании Cadbury 2009 года, Джессика заняла 1 место, набрав 37 % голосов на звание самой сексуальной вымышленной героини. В 2013 году, британское издание The Daily Mail опубликовало 5 самых сексуальных реплик, используемых героинями фильмов. Реплика Джессики «Вы не знаете, как тяжело живётся женщине с моей внешностью» заняла 3 место. Разгоревшиеся споры и опросы затронули и отечественную прессу. Согласно опросу, проведённому информационным порталом Lenta.ru в 2010 году, Джессика Рэббит заняла 10 место в топ-10 самых сексуальных мультгероинь. Другой российский портал Lookatme.ru в 2010 году издал статью-рейтинг топ-8 «Сексуальные мультяшные героини». В основной топ она не вошла, однако организаторы присудили ей место зрительских симпатий. Изданием Vanity Fair в 2012 году был произведён онлайн-опрос о наиболее сексуальной героине мультфильмов, где Джессика заняла первое место, набрав 62 % голосов, опередив Покахонтас. Nostalgia Critic выбрала Джессику самой сексуальной мультгероиней в выпуске Top 11 Hottest Animated Women.
Далеко не все критики сходятся на том, что образ Джессики Рэббит достоин восхищения. После выхода фильма волна критики обрушилась на создателей. Отрицательная критика легла на комбинированную составляющую фильма: в меньшей степени обсуждалось совмещение мультипликационного фильма с игровым, в большей — жанр, совмещающий нуар с детским фильмом. Сцены с сексуальным подтекстом и эпатажность образа героини, которые собственно окружают Джессику Рэббит, возмутили не только профессиональных критиков, но и родителей. К примеру, на территории России в настоящее время фильм продаётся с пометкой «Не рекомендуется лицам до 18 лет». Кроме того, возмущение общественности вызвала представление Джессики в качестве жены, хоть и антропоморфного, но всё же кролика.
Мексиканский художник Родольфо Лоариз в серии работ Disenchanted Disney (Разочарованный Disney) показывает персонажей Диснея в щекотливых ситуациях, выставляя изнанку жизни героев, отражённых в сознании масс. Джессику Рэббит художник показал за процедурой увеличения губ инъекцией силикона, которую, по-видимому делает Микки Маус.
Фильм «Кто подставил кролика Роджера» принёс новый виток славы, практически возродив одряхлевшую компанию Disney. Однако история неоднозначных взаимоотношений студии «Дисней» c Гэри Вульфом, также как с вымышленной Джессикой Рэббит, тянется ещё со времен начала создания фильма. При выходе фильма Дисней не включил свой логотип, указав только задействованных мультипликаторов из компании. Произошло это именно из-за эпатажного образа Джессики Рэббит, идущего вразрез с политикой компании, производящей продукцию для детей. В 1993 году, в связи с жалобами посетителей, неоновая вывеска клуба Pleasure Island, изображающая Джессику, была перенесена в менее заметную часть здания. Посетители Диснейленда пожаловались, что вывеска излишне сексуальна. В 2006 году неоновую вывеску и вовсе убрали.
В 1994 году в Variety появилась статья Jessica Rabbit revealed рус. Разоблачённая Джессика Рэббит), в статье было сказано, что при раскадровке сцены, когда Бенни попадает в аварию и Эдди и Джессика вылетают из машины, можно заметить, как приоткрывается платье Джессики, показывая её без нижнего белья. Дисней отреагировал на это в интервью, заявив, что были не в курсе этого инцидента, являющегося, по-видимому, глупой выходкой художников-аниматоров, кроме того, на это нужно смотреть проще и с юмором, а не зацикливаться. Однако, осадок у компании остался. Что же касается скандальных кадров, то последующие выпуски фильма на носителях были тщательно отредактированы.
Спустя почти десять лет, 24 мая 2013 года в Парижском Диснейленде была показана Джессика Рэббит в исполнении аниматора. Общественность была недовольна откровенной внешностью персонажа, вместе с тем отталкивающим лицом куклы-аниматора. Впрочем, Дисней показывали аниматора Джессики ещё в 1991 году на своём ледовом шоу, и никакого возмущения это не вызвало. Однако после показа в парижском Диснейленде многие потребовали запретить выступать актёрам в образе Джессики Рэббит. Несогласные с этим предложением аргументировали тем, что это всего лишь амплуа персонажа, ссылаясь на её добропорядочность, показанную в фильме. В 2004 году в Ассоциация медсестёр подала жалобу на Disney из-за выпущенных ко Дню медсестёр памятных логотипов с изображением Джессики в образе медсестры в коротком халате. Ассоциация была недовольна изображением, порочащим их профессию.
Некоторые поклонники фильма язвительно отзываются об образе Джессики, называя её Франкенштейном из-за комбинированной внешности: голос Лорен Бэколл, ноги Бетти Грейбл, туловище и ягодицы Мэрилин Монро, грудь Джейн Мэнсфилд, волосы Вероники Лейк, глаза Марлен Дитрих и певчий голос Джуди Гарланд.
Художник Никас Сафронов назвал типаж Джессики своим любимым типажом женщины.
Сайт кинокритики Rotten Tomatoes признал Джессику самым запоминающимся персонажем.
Сам Гэри Вульф рассказывает в своём блоге о многочисленных отзывах на его творения, в том числе Джессику Рэббит. Так в Китае, где он читал лекции студентам художественной академии, разъясняя своё творчество в частности и особенности художественного стиля Диснея, поскольку в Китае продукция Диснея не очень развита. Студенты особо не реагировали во время его выступления, однако, когда он упомянул Джессику Рэббит, один из студентов прокомментировал по-китайски. Так как Гэри Вульф не знал китайского, он попросил переводчика перевести фразу студента. Оказалось, что реплика переводится, как Большие дыни, на что Вульф в своём блоге написал:

Это и есть моя Джессика Рэббит! Являющаяся стандартом высочайшего качества везде, где есть свежие фрукты.— Гэри Вульф

## Появления

### Романы
- «Кто зацензурил кролика Роджера?» («Who Censored Roger Rabbit?», 1981), роман послуживший для экранизации фильма
- «Кто за-за-за-запер кролика Роджера?» («Who P-P-P-Plugged Roger Rabbit?», 1991), ISBN 0-679-40094-X. Согласно газетчикам, Джессика закрутила интрижку с Кларком Гейблом и Роджер просит Эдди помочь ему разобраться.
- «Кто свёл с ума кролика Роджера?» («Who Wacked Roger Rabbit?», 2013)[42].

### Кинематограф
- Кто подставил кролика Роджера
- Сиквел фильма объявлялся много раз с начала 90-х годов. В первый раз даже было заявлено, что Джессика до событий первой части была немецко-фашистской шпионкой. В последний раз о сиквеле фильма объявили в 2013 году[43]
- Tummy Trouble — короткометражный мультфильм 1989 года[44]
- Roller Coaster Rabbit — короткометражный мультфильм 1990 года[45]
- Trail Mix-Up — короткометражный мультфильм 1993 года[46]
- В серии Love, Maurice пародийного мультсериала Робоцып, Джессику озвучила актриса Лиза Стербаков[47]
- В одной из серий Tiny Toon Adventures Бабс превращается в Джессику, а Бастер, в этой же серии, упоминает ей о Роджере. В другой серии у Джессики и Роджера есть камео, причём Роджера озвучил Стивен Спилберг.

### Телевидение
Джессика появлялась в нескольких телевизионных передачах, её играли как живые люди, так и мультвариант с помощью монтажа. В телепередаче Субботний вечер она появилась в девяти выпусках, в выпуске Dwayne Johnson/Ray LaMontagne 2009 года, в юмористической постановке Джессику сыграла актриса Джессика Бил

### Комиксы
- Roger Rabbit — 1988 г.
- Roger Rabbit’s Toontown — вышло 5 выпусков с мая по август 1991 г.
- Roger Rabbit in 3-D: Roger Rabbit in Gym Dandy (Reprinted from Roger Rabbit #2), Roger Rabbit in The Candy Cane Mutiny (Reprinted from Roger Rabbit #6), Roger Rabbit in Movin to the Music (Reprinted from Roger Rabbit #11), Roger Rabbit in Cotton Tailspin (Reprinted from Roger Rabbit #4)
- Who Framed Roger Rabbit — графическая новелла, основанная на фильме
- Roger Rabbit: Tummy Trouble — основана на одноимённом анимационном сериале
- Roger Rabbit: Who Framed Rick Flint — ISBN 0-307-21803-1
- Roger Rabbit: The Resurrection of Doom — ISBN 0-87135-593-0, графическая новелла продолжающая линию фильма

### Диснейленд
После успеха фильма и открытия совместной студии Disney-MGM Studios в мае 1989 года, персонажи фильма играли большую роль в компании. Первоначально Джессика Рэббит была выставлена в двух вариантах для фото: в качестве отдельной фигуры и композиции из плоских фигур персонажей, с отсутствующими лицами для фото в образе персонажа. С 2000 года Disney-MGM Studios перестали выпускать щиты и скульптуры с изображением персонажей фильма.
В 2013 году в парке Диснейленда появились аниматоры изображающие персонажей фильма, однако некоторые посетители остались недовольны качеством исполнения, в особенности костюмов.
Также её можно видеть на аттракционе Roger Rabbit’s Car Toon Spin связанной в багажнике машины мультпатруля, а также аттракцион с молотом (при ударе фигурка Джессики поднимается наверх).
В Диснейленде также был магазин с названием Джессика, как часть парка развлечений Pleasure Island (Остров наслаждений). Ночной клуб парка украшала гигантская двухстороння неоновая вывеска с изображением Джессики со скрещёнными ногами и покачивающей левой ногой. Первоначально вывеска была на крыше магазина Джессика, позже её из-за жалоб переместили на крышу ночного клуба. Внутри клуб был оформлен в стиле арт-деко, напоминая клуб Чернила и Краски. Персонал клуба носил форму с вышивкой изображения Джессики.

### Видео игры
- The Bugs Bunny Crazy Castle — в Японии выходил с названием Roger Rabbit
- Who Framed Roger Rabbit? — игра 1988 года для MS-DOS, Amiga, Atari ST, Apple II и Commodore 64 созданная компанией Buena Vista Software.
- Who Framed Roger Rabbit? — игра 1989 года на платформе Nintendo Entertainment System созданная компанией LJN.
- Hare Raising Havoc — игра 1991 для Amiga and MS-DOS, компания BlueSky Software.
- Who Framed Roger Rabbit? — игра 1991 для Game Boy, Capcom.

### Фотоискусство

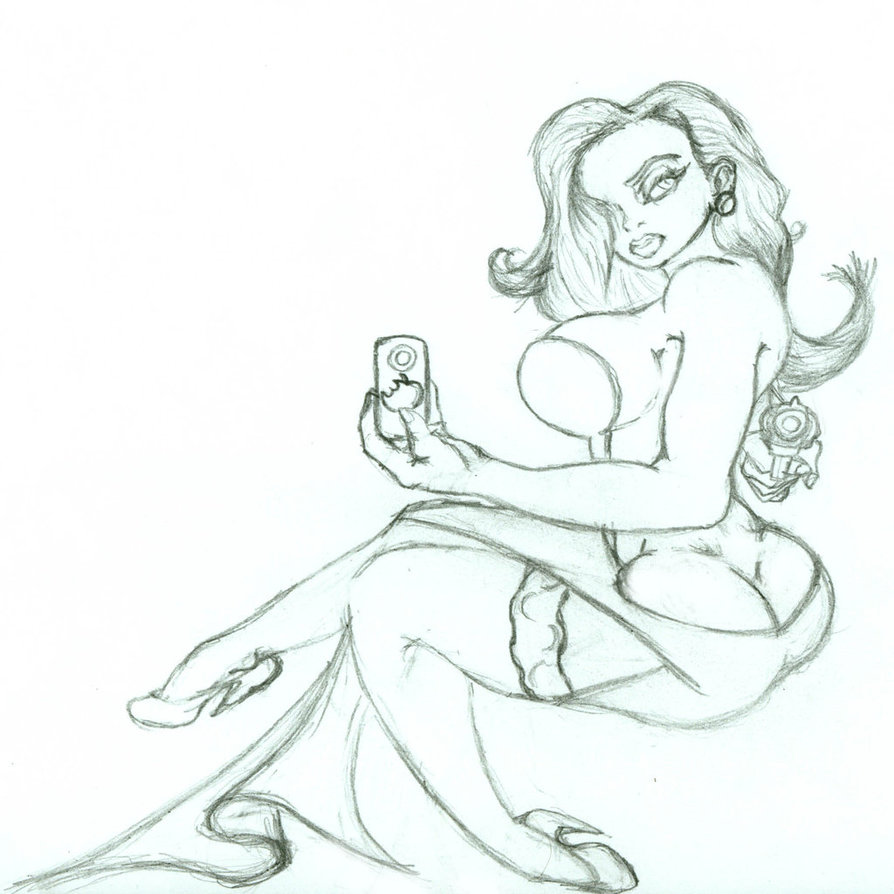
Один из набросков Джессики Рэббит выполненный художником-любителем

Фотохудожник Раян Астаменди в 2011 году открыл выставку под названием Ожившие принцессы Диснея, моделью Джессики стала Кортни Блэк.

### Изобразительное искусство
Провокационные работы художника Родольфо Лоариза под общим названием «Разочарованый Дисней», показывает жизнь персонажей с иного ракурса.
Также существует сайт JessicaRabbitWorld.tumblr.com где размещаются рисунки и фото с изображением Джессики Рэббит.

### Реклама
Джессика и Роджер фигурируют в одной из рекламных кампаний Макдональдс 1988 года, включающую в себя сувенирную продукцию и рекламный ролик. Также персонажи фигурируют в рекламной кампании диетической колы.

### Аллюзии и пародии
- В мультсериале «Весёлые мелодии» в серии «Суперсыщик» есть утка, которая одевается как Джессика.
- В мультсериале «Озорные анимашки» в серии «Луна над Минервой» (англ. Moon Over Minerva) Минерва Минк носит платье Джессики.
- В мультсериале «Пинки и Брейн» в одном из эпизодов русская лабораторная мышка носит платье Джессики.
- В мультфильме «Подводная братва» Лола изображается похожей на Джессику.
- В мультсериале «Рыбья полиция» Энджел Джонс — солистка в клубе «Кальмары» напоминает Джессику. В самом сериале это упоминается в первом эпизоде, где она пародирует печально известную фразу Джессики «Я не плохая...».
- В серии «Утка два нуля» мультсериала «Утиные истории» Цыпочка пародирует Джессику.
- Клип Oh My God певицы Лили Аллен основан на сцене из фильма где Джессика Рэббит поёт песню Why Don’t You Do Right. Сама Лили изображена в виде мультипликации.
- Сцена мультфильма «Все собаки попадают в рай 2» где поётся песня Count Me Out исполненная Шиной Истон также основана на сцене Why Don’t You Do Right из фильма.
- Многие считают, что Ариэль частично срисована с Джессики Рэббит, в особенности её волосы. Это предположение вполне вероятное, ведь мультфильм «Русалочка» вышел в 1989 году, через год после выхода фильма «Кто подставил кролика Роджера».
- В фильме Mother Goose Rock 'n' Rhyme персонаж Рыжеволосая появляется в образе Джессики.
- Прототипом мисс Вавум из мультсериала о Друпи является Джессика Рэббит.
- В мультфильме «Аладдин и король разбойников» Джинн даёт на выбор несколько платьев для Жасмин, одно из которых платье Джессики Рэббит.
- Джессика является прототипом персонажа Гсптлснз[58], подруги Мистера Мксизптлка — одного из врагов Супермена[59].
- Многие, не без оснований считают, что Джессика является прототипом Холли Вуд из фильма «Параллельный мир» и Бриз Махоуни из фильма «Дик Трэйси» 1990 года[60].
- В серии «Фрэнк-младший» сериала «Друзья» герои составляют список тех с кем они могут переспать не вызвав негодований своих партнёров. Чандлер называет Хэлли Берри, Ким Бейсингер, Синди Кроуфорд, Ясмин Блит и Джессику Рэббит. На что Рейчел делает ему замечания, сказав что вымышленные персонажи не в счёт.
- Платье Джессики Рэббит можно увидеть в мультсериале «Бэтмен» в серии «Берегись Крипера» в витрине магазина одежды.
- В мультсериале "Лига Справедливости: Без границ" в серии "Эта маленькая свинка" волшебница Цирцея во время своего выступления в ночном клубе одевается как Джессика.

## Влияние
Образ Джессики Рэббит повлиял как на проявления в мире шоу-бизнеса и модной среде, но и также на обычных женщин и девушек, вдохновляющихся образом роковой красотки.

### Стиль Джессики Рэббит
Стиль Джессики Рэббит выносится на обсуждение не только кинокритиками, но и зачастую в индустрии моды. Джессика — это женщина высокого роста, с пышным сложением груди и бёдер. Фактура волос персонажа не остаётся в стороне от стилистов, отмечающих привлекательность волос рыжего цвета, оформленных в объёмную причёску, закрывающую один глаз. У неё большие томные глаза, с тонированными в фиолетовый цвет веками и длинной подводкой ресниц. Губы окрашены ярко красной помадой, а щёки окрашены в светлые тона, с использованием небольшого количества румян. Платье Джессики считается одним из эталонных для выступления на официальных мероприятиях. Платье представляет собой длинное в блёстках вечернее платье-бюстье, красного цвета с глубоким вырезом у бедра (если присмотреться, то можно увидеть что вырез оказывается, то справа, а то и слева, видимо это один из киноляпов); платье не имеет бретелек и держится исключительно за счёт пышных форм и обтягивающего корсета. Кроме платья, неотъемлемым атрибутом являются длинные до плеч фиолетовые перчатки и туфли на шпильках.
Дизайнеры Дольче и Габбана вдохновлялись образом Джессики Рэббит при создании весенне-летней коллекции 2007 года. Нередки издания модных журналов в которых обсуждается, то или иное проявление атрибутики Джессики Рэббит. Певица Рианна снялась для журнала Vogue в платье от Chanel копирующую Джессики Рэббит. Модное издание Numero Magazine представило модель Сашу Пивоварову в стиле Джессики Рэббит. Также псевдоним Джессика Рэббит носит модель и актриса афро-барбадо-русско-норвежского происхождения Мелисса Форд.

### Музыка
- Певицы Татьяна Котова[72] Анна Седокова[73] , Кэти Перри, Майли Сайрус выступали в платье Джессики Рэббит на различных концертах[74]. Мэрайя Кери на одном из концертов выступила в платье напоминающем платье Джессики Рэббит, но чёрного, а не красного цвета. Также было замечено, что платье держится на теле ещё и при помощи прозрачных бретелек[75].
- Клип на песню Oh My God Лили Аллен сделан в стиле сцены из фильма, когда Джессика исполняет песню в клубе Чернила и Краски.
- Джессика Рэббит упоминается в песне Rescue группы Eve 6
- Имя Джессики Рэббит используется в качестве псевдонима британским диджеем[76].

### Бурлеск
Само по себе Джессика позиционировалась Гэри Вульфом в качестве певицы в кабаре-клубе Чернила и Краски, изначально являясь задействованной в бурлеск-представлениях. После выхода фильма во многих бурлеск-шоу стали заимствовать стиль Джессики Рэббит.
Племянница Стивена Спилберга Джессика Кац, родившаяся в год выхода фильма, была названа в честь Джессики Рэббит. В 2012 году она репатриировалась в Израиль где вскоре поступила в один из музыкальных баров Тель-Авива в качестве певицы. Там она часто использует образ Джессики Рэббит в исполнении песен, в числе которых Why Don’t You Do Right.

### Эротический жанр

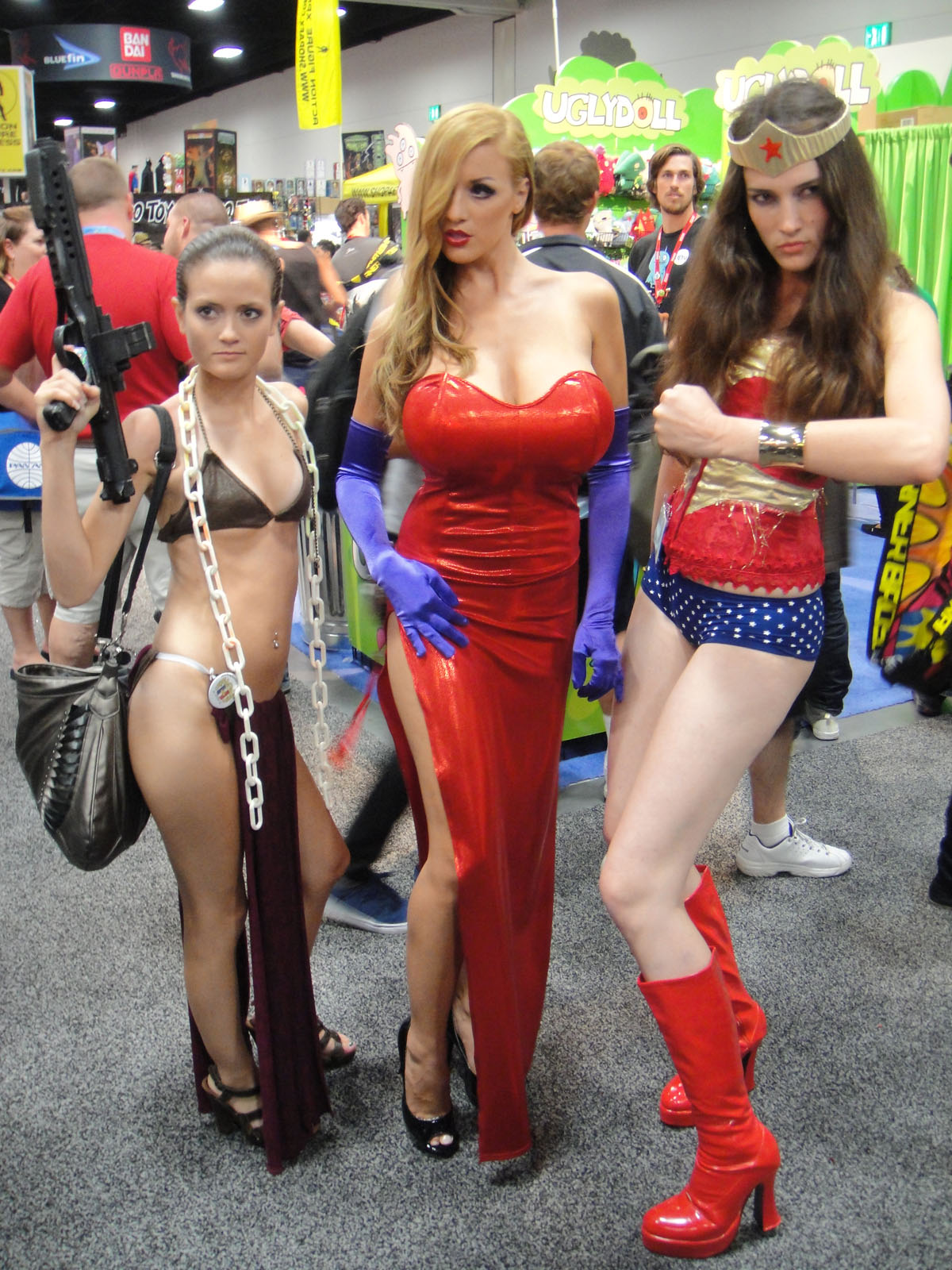
Джордан Карвер в образе Джессики Рэббит

Джессика одна из первых вымышленных персонажей фигурирующих в издании Playboy. Кроме того одной из моделей послуживших прообразом Джессики Рэббит была модель «Плэйбоя» 1957 года Викки Дуган. Через четыре месяца после выхода фильма вышел ноябрьский номер Playboy, на обложке которого была размещена фотография модели Лауры Ричмонд в образе Джессики Рэббит. Однако на этом всё не закончилось, в последующих выпусках корреспонденты журнала часто ссылались на Джессику Рэббит, в том числе представляя моделей в образе Джессики. Линдси Лохан снялась в номере Playboy выпуска января 2012 года, где предстала в сочетающем образы Джессики Рэббит и Мэрилин Монро. В 2013 году на церемонии вручения Playmate года победила эротическая модель Ольга Рудыка, которая появилась в платье Джессики Рэббит.
- Модель Сэмми Брэдди, обладающая титулом Самая лучшая грудь по версии журнала Zoo, назвала Джессику Рэббит иконой стиля[82].
- Фотограф Рон Марш в 2008 году сфотографировал модель и актрису Эмберли Эш в стиле боди-пейнт[83]
- В 2011 году модель Джордан Карвер в одном из Комик-Кон фестивалей появилась в одежде Джессики Рэббит[источник не указан 1093 дня]

Многие другие эротические модели устраивали фотосессии в образах Джессики Рэббит. Также есть несколько эротических моделей носящих псевдоним Jessica Rabbit

### Пластические операции
Пожалуй, самым неоднозначным влиянием персонажа стал бум в среде пластической хирургии. Многие обыватели, одержимые образом поп-идолов, решаются на операцию по изменению внешности, если даже образец для подражания является всего лишь вымышленным персонажем.
- Один из самых известных случаев произошёл в Великобритании, когда 57-летняя Аннет Эдвардс, будучи фанаткой героини мультфильма, прошла череду операций по изменению внешности, в общей сложности потратив более 10000 фунтов стерлингов, дабы стать похожей на Джессику Рэббит[86][87]
- В 2011 году жительница Петербурга стала обладательницей самых больших губ в мире, она заявила, что хотела быть похожей на своего кумира Джессику Рэббит[88]
- Трансженщина Аманда Лепор, по её словам, сделала транспереход из-за любви к своим кумирам — Джин Харлоу, Мэрилин Монро, а также Джессике Рэббит[89]

Интересно, что критики часто и сами реагируют на образ Джессики Рэббит как «силиконовой дивы», которая, не обладая природной красотой, на деле воспользовалась услугами пластических хирургов

### Порноиндустрия
Не обошла вниманием сексуально привлекательного персонажа и порноиндустрия, до сих пор выпускающая не только порнопародии и видео игры с участием Джессики Рэббит, но и «предметы сексуального обихода» названные в её честь.

### Сайты посвящённые Джессике Рэббит
- I’m not bad Архивная копия от 17 мая 2014 на Wayback Machine
- All Jessica Rabbit.tumblr Архивная копия от 27 апреля 2014 на Wayback Machine
- Jessica Rabbit.org
- Jessica-Rabbit.org
- Jessica Rabbit costume
- Сайт посвящённый Джессике Рэббит Архивная копия от 17 мая 2014 на Wayback Machine
- Русскоязычный сайт Джессики Рэббит Архивная копия от 27 апреля 2014 на Wayback Machine

### Статьи о Джессике Рэббит
- Who Framed Roger Rabbit: 25th Anniversary Архивная копия от 28 февраля 2018 на Wayback Machine Edition
- Биография Джессики Рэббит на infoplease.com Архивная копия от 27 апреля 2014 на Wayback Machine
- Джессика Рэббит на ShoutWiki
- Джессика Рэббит на Boobpedia Архивная копия от 27 апреля 2014 на Wayback Machine
- Джессика Рэббит на Imdb Архивная копия от 14 января 2014 на Wayback Machine
- Джессика Рэббит на SexyChicks
- Джессика Рэббит на DisneyWikia Архивная копия от 27 апреля 2014 на Wayback Machine
- Jessica Rabbit Biography Архивная копия от 27 апреля 2014 на Wayback Machine
- Джессика Рэббит на Comicvine Архивная копия от 25 мая 2015 на Wayback Machine
- Jessica Rabbit Busts Out at Disney Park Архивная копия от 28 апреля 2014 на Wayback Machine
- About Jessica Rabbit
- Статья О Джессике Рэббит Архивная копия от 27 апреля 2014 на Wayback Machine
- Статья о вымышленных персонажах-зайцах и кроликах
- Jessica Rabbit in "Who Framed Roger Rabbit?
- Bunny Tales Архивная копия от 9 марта 2016 на Wayback Machine Los Angeles Times
- Dirty Disney and Jessica Rabbit Tales Архивная копия от 22 июля 2014 на Wayback Machine